# Fra øje til øre
Fra øje til øre er en dansk dokumentarfilm fra 1997 med instruktion og manuskript af Carl Schenstrøm Nørrested.

## Handling
Stumfilm har aldrig været stumme. Det er noget filmmuseerne har opfundet, påstår filmhistorikeren Carl Nørrested, der i denne passionerede dokumentarfilm beskriver udviklingen af lyd på lærredet. Fra grammofonplade til tonefilm, med billede og lyd afspillet synkront på samme strimmel. De første apparater demonstreres og de første tests vises, samt en masse andre historiske klip fra D.W. Griffith til Walt Disney og Vsevolod Pudovkin. Starten af Charles Lindberghs flyvetur over Atlanten opleves i tæt tåge, hvor kun tilskuernes hurraråb røber, at flyet er lettet fra jorden, og verdens første spillefilm med synkron sang og tale The Jazz Singer fra 1927.